# Поромовка
Поро́мовка (укр. Поромівка) — село на Украине, находится в Хорошевском районе Житомирской области. Население по переписи 2001 года составляет 683 человека. Почтовый индекс — 12104. Телефонный код — 4145. Занимает площадь 1,424 км².

## Адрес местного совета
12132, Житомирская область, Хорошевский р-н, с. Поромовка, тел.: 63-2-31